# Лещка-Мала
Лещка-Мала (пол. Leszczka Mała) — село в Польщі, у гміні Перлеєво Сім'ятицького повіту Підляського воєводства.
Населення — 112 осіб (2011).
У 1975-1998 роках село належало до Ломжинського воєводства.

## Демографія
Демографічна структура станом на 31 березня 2011 року:
|          | Загалом | Допрацездатний вік | Працездатний вік | Постпрацездатний вік |
| -------- | ------- | ------------------ | ---------------- | -------------------- |
| Чоловіки | 54      | 8                  | 35               | 11                   |
| Жінки    | 58      | 12                 | 25               | 21                   |
| Разом    | 112     | 20                 | 60               | 32                   |